# Manta, Cahul
Manta este un sat în raionul Cahul, Republica Moldova, reședința comunei cu același nume.

## Istorie
Localitatea a fost atestată documentar pentru prima dată în 1436, fiind ortografiată Mănești:
„Din mila lui Dumnezeu, noi, Ilie voievod, și fratele domniei mele, Ștefan voievod, domnii Țării Moldovei. Facem cunoscut, cu aceasta carte a noastră, tuturor celor care o vor vedea sau o vor auzi citindu-se, că această adevărata sluga a noastră, pan Mihail Stângaciu, a slujit mai înainte sfântrăposatului părintelui nostru, și astăzi ne slujește nouă cu dreaptă și credincioasa slujbă. De aceea, noi, văzând dreapta și credincioasa lui slujbă către noi, l-am miluit cu deosebita noastră milă și i-am dat, în țara noastră, satele anume: pe Bogdana, unde este Bălan și fiul lui Drajan, și, pe Smila, seliștea lui Roșca și chilia lui Manasie, și, pe Liubana, Suseni, și, la Chegheci, pe Pârâul Fântânilor unde a fost Oană Albul, și, mai sus, Mănești, ...

...

A scris Oțel, la Vaslui, în anul 6944 <1436> iunie 13.”

## Demografie
Structură etnică
     moldoveni (97,43%)
     ucraineni (0,38%)
     ruși (0,55%)
     găgăuzi (0,27%)
     bulgari (0,51%)
     români (0,72%)
     evrei (0%)
     polonezi (0%)
     țigani (0%)
     alte etnii / nedeclarată (0,14%)
Conform datelor recensământului din 2004, populația localității este de 2.917 locuitori, dintre care 1.463 (50,15%) bărbați și 1.454 (49,85%) femei. Structura etnică a populației în cadrul localității arată astfel:
- moldoveni — 2.842;
- ucraineni — 11;
- ruși — 16;
- găgăuzi — 8;
- bulgari — 15;
- români — 21;
- altele / nedeclarată — 4.

## Personalități

### Născuți în Manta
- Ion Furnică (1931–2015), dansator sovietic și moldovean, distins cu titlul de „Artist al Poporului” al RSS Moldovenești și Premiul de stat al URSS.